# Agelena fagei
Agelena fagei là một loài nhện trong họ Agelenidae.
Loài này thuộc chi Agelena. Agelena fagei được Lodovico di Caporiacco miêu tả năm 1949.